# Доре, Эдна
Эдна Доре́, урождённая Эдна Лиллиан Горринг (англ. Edna Doré/Edna Lillian Gorring; род. 31 мая 1921, Бромли, Лондон, Великобритания — 11 апреля 2014, Суссекс, Великобритания) — британская актриса кино и телевидения, сыгравшая почти 90 ролей. Лауреат кинопремии European Film Awards 1989 года.

## Биография
Эдна Лиллиан Горринг родилась в 1921 году в боро Лондона Бромли в простой семье горничной и носильщика с железнодорожной станции. В юном возрасте посещала балетную школу. Начала карьеру в кордебалете театра Whitehall Theatre, неоднократно принимала участие в представлениях звезды варьете Филлис Дикси. В 1946 году она вышла замуж за актёра и режиссёра Александра Доре. В начале 1950-х была принята в труппу Royal National Theatre, там исполняла уже драматические роли. В 1959 году приглашена для работы на телевидении, где снималась в таких успешных телевизионных проектах, как «Диксон из Док Грин» (англ. Dixon of Dock Green) «Домашний доктор» («Doctor in the House»), «Терри и Джун» (англ. Terry and June), «Открыто круглосуточно» (англ. Open All Hours) и многих других.
В 1988 году она снялась в полнометражном игровом фильме Майка Ли «Высокие надежды» и получила за эту работу кинопремию European Film Awards за лучшую роль второго плана. Эдна Доре сыграла миссис Бендер, пожилую даму, страдающую болезнью Альцгеймера. Этот образ получил развитие в популярном сериале Би-би-си «Жители Ист-Энда» (англ. EastEnders). В своё время созданный ею персонаж мамаши Бутчер получил самое широкое признание у телезрителей. В 1997 году она сыграла в фильме-драме «Не глотать», ставшем одним из главных претендентов на Золотую пальмовую ветвь. В 2002 году исполняет ещё одну небольшую, но яркую роль в картине «Всё или ничего». Из работ, так или иначе известных русскоязычной аудитории необходимо упомянуть участие в сериалах «Моя семья» (эпизод «Glad Tidings We Bring», 2004), «Доктор Кто» (эпизод «Fear Her», 2006), «Гевин и Стейси» (2008—2009), «44 дюйма» (2009), «Убийства в Мидсомере» (эпизод «Death in the Slow Lane», 2011).
Скончалась в возрасте 92 лет в своём доме в Суссексе. У актрисы остался сын и четверо внуков.

Режиссёр Майк Ли вспоминал об актрисе:
Она ругалась как сапожник, она курила как паровоз, не могла терпеть чуши и дураков. Её непристойные шутки становились легендарными. Она была стара и хрупка, но оставалась полноправным участником актёрского коллектива и лучшим членом компании.